# カロライナ方面作戦
カロライナ方面作戦（カロライナほうめんさくせん、英:Carolinas Campaign）は、南北戦争の終盤1865年初めの、西部戦線最後の方面作戦だった。1865年1月北軍ウィリアム・シャーマン少将はジョージア州サバンナから北上し、両カロライナ州を通ってバージニア州の北軍との合流を目指した。3月のベントンビルの戦いでジョセフ・ジョンストン将軍の南軍が敗北し、4月に降伏したことで、南軍の最後の戦力が消失したことを意味した。

## 背景と対戦した戦力
シャーマンがその海への進軍の頂点としてサバンナを占領した後、北軍総司令官ユリシーズ・グラント中将からはその軍隊を船でバージニア州に移動し、ロバート・E・リー将軍に対抗して長引いているピーターズバーグ包囲戦でポトマック軍とジェームズ軍の支援に回るよう命令された。シャーマンはもっと大きなことを心に描いていた。1865年1月5日に、「私はこの戦争で幾つかの大きな節目となる出来事で、私の名前が傑出したものになると思う」と予測した。代案として両カロライナ州を北上し、ジョージア州を横切って海への進軍を行ったときと同じく、途上で軍事的に価値あるものを全て破壊することをグラントに提案して説得した。シャーマンは特に最初に合衆国からの脱退を表明したサウスカロライナ州を目標にすることに関心があり、それで南部の士気を殺げると考えた。
シャーマン軍は1865年1月下旬にサウスカロライナ州コロンビアに向けて進発した。その60,079名からなる軍隊は3翼に分かれた。オリバー・O・ハワード少将のテネシー軍、ジョン・マカリスター・スコフィールド少将のオハイオ軍、およびヘンリー・W・スローカム少将の第14と第20の2個軍団であり、スローカム軍は後に正式にジョージア軍と命名された。北上中に援軍が次々と到着し、4月1日までに総勢は88,948名となった。
シャーマン軍に対抗する南軍はかなり小さな戦力だった。両カロライナ州における主要部隊は打ちのめされたテネシー軍であり、再度ジョセフ・ジョンストン将軍の指揮下にあった（ジョンストンはシャーマンと対抗したアトランタ方面作戦の途中でアメリカ連合国大統領ジェファーソン・デイヴィスにその指揮官職を解任されていた）。その戦力は3月半ばで9,513名、4月半ばで15,188名と記録されている。この軍隊は3個軍団で構成された。それぞれウィリアム・J・ハーディ、アレクサンダー・P・スチュアートおよびスティーブン・D・リー各中将が率いた。両カロライナ州にはまた、ウェイド・ハンプトン少将の師団からの騎兵隊とブラクストン・ブラッグ将軍指揮下のウィルミントンの小部隊がいた。
シャーマンの作戦はジョージア州オーガスタやサウスカロライナ州チャールストンのような南軍の小戦力がいるところは迂回し、3月15日までにノースカロライナ州ゴールズバラまで達することだった。ジョージアでの作戦の時と同じく同時に多方向に軍隊を進軍させ、その第一で真の目的である州都コロンビアに近付くにつれて、散開する南軍守備軍を混乱させようとした。

## 戦闘

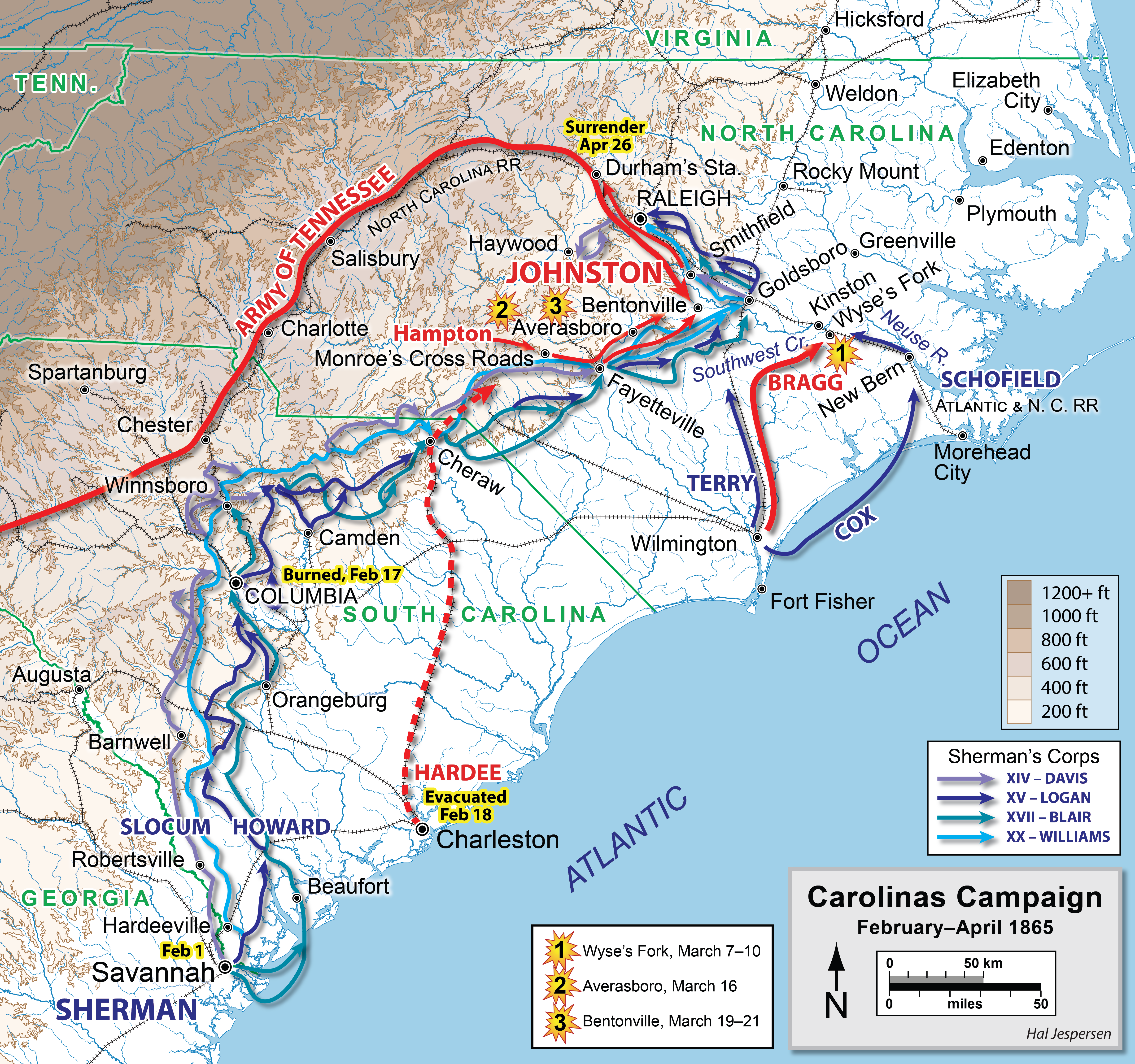
カロライナ方面作戦の動き

カロライナ方面作戦では以下の戦闘が行われた。

### リバーズ・ブリッジの戦い（1865年2月3日）
南軍ラファイエット・マクローズの師団が、シャーマン軍右翼によるサルカハッチー川渡河を妨害しようとした。北軍フランシス・P・ブレア少将の師団（ハワード軍）が川を渉りマクローズ軍の側面を衝いた。マクローズ軍はブランチビルまで後退し、北軍の歩みを1日だけ遅らせたに留まった。
2月17日、コロンビア市がシャーマン軍に降伏し、ハンプトンの騎馬隊は市から撤退した。北軍は解放された北軍捕虜の群衆に囲まれ、アフリカ系アメリカ人を解放した。多くの兵士は市内に豊富にあったアルコール飲料をせしめ、飲み始めた。市内で出火があり、強風で炎が広い範囲に拡がった。市中心部の大半が破壊され、市の消防隊は入ってくる北軍との関連で消火活動に手間取り、北軍兵の多くも火を消そうとした。コロンビアの消失はそれ以後議論の種になっており、或る者は出火が事故だったと言い、或る者は巧まれた報復行為だと言い、また或る者は撤退する南軍兵が町を出て行くときに綿花の俵に火を付けたことによるものだと主張した。同じ日、南軍はチャールストンを明け渡した。2月18日、シャーマン軍はコロンビア市の操車場、倉庫、武器庫および機械工場など軍事的に実質的価値あるもの全てを破壊した。2月22日、ウィルミントン市が降伏した。

### ワイズ・フォークの戦い（3月7日-10日）
スコフィールドは2月にウィルミントンから内陸に進軍することを考えた。同時にジェイコブ・D・コックス少将にニューバーンからゴールズバラまで進めるよう任務を宛てた。3月7日、コックスの進軍はキンストンの南サウスウェスト・クリークでブラクストン・ブラッグ将軍指揮の師団に止められた。3月8日、南軍は北軍の側面を衝くことで主導権を取ろうとした。当初は成功したが、南軍の打合せ不足のために攻撃が止まった。3月9日に北軍が補強され、3月10日にブラッグ軍が再度仕掛けたが、激しい戦闘の後で撃退された。ブラッグ軍はニュース川を越えて撤退し3月14日のキンストン陥落を防げなかった。

### モンローズ交差点の戦い（3月10日）
シャーマン軍がノースカロライナ州に入ると、ジャドソン・キルパトリック少将の騎兵師団がその左翼を遮蔽した。3月9日の夜、キルパトリック隊の2個旅団がカンバーランド（現在のホーク郡）チャールズ・モンロー・ハウス近くで宿営した。3月10日早朝、南軍ハンプトンの騎兵隊がこの宿営所を急襲し、混乱の中で北軍を撤退させ、荷車や大砲を捕獲した。北軍は再結集して反撃し、決死の戦闘の後で大砲と宿営地を取り戻した。北軍の援兵が到着しつつあったので、南軍が撤退した。

### アベラスバラの戦い（3月16日）
3月15日午後、キルパトリック騎兵隊は、スミスビルの近くローリー道路に布陣したハーディの軍団に遭遇した。キルパトリックは南軍の防御の様子を探った後で後退し、歩兵の援護を求めた。夜の間に第20軍団の4個師団が到着し南軍と向かい合った。3月16日の夜明け、北軍は1個師団を前面に出して前進し散兵を駆逐したが、南軍の主力前線と反撃で止められた。午前の中頃、北軍は前進を再開し、強力な援護もあって南軍を前線で2つ分押し込んだが、3番目の前線で撃退された。午後遅く、北軍第14軍団が戦場に到着し始めたが、その地域が湿地であったために暗くなる前に配置を終えられなかった。ハーディは2日間近く北軍の攻撃に耐えたが、夜の間に撤退した。

### ベントンビルの戦い（3月19日-21日）
スローカムのジョージア軍がハーディ軍によってアベラスバラで止められている間に、ハワードが指揮するシャーマン軍の右翼がゴールズバラに向けて進軍した。3月19日、ベントンビルで北軍の進軍に対応するために兵力を集中させたジョセフ・ジョンストン将軍の南軍が塹壕線を布いているところに遭遇した。その午後遅く、ジョンストン軍が攻撃し、第14軍団の前線を潰した。ゴールズバラ道路の南で強力な反撃と必死の戦闘でやっと、南軍の攻勢を止められた。第20軍団の部隊は戦場に到着するやたちまち戦闘に巻き込まれた。北軍の守備陣を駆逐しようという南軍の攻撃は5度失敗し、暗闇の訪れで1日目の戦闘が終わった。3月20日、スローカムはかなりの援軍を受けたが、戦闘は散発的であり、シャーマンはジョンストン軍を撤退させようという気持ちになった。しかし、3月21日、ジョンストンは負傷者を除去しただけでその陣地に留まっていた。前線全体で小競り合いが激しく続いた。午後に北軍ジョセフ・モーワー少将がその師団を率いてミル・クリークを渉る狭い道を通り、ジョンストン軍後方に回り込もうとした。南軍の反撃でモーワー隊の進軍を止め、軍隊の唯一の通信線を救って撤退した。モーワー隊も撤退し、その日の戦闘は終わった。夜の間に、ジョンストン軍はベントンビルの橋を通って撤退した。北軍が夜明けと共に追跡し、ジョセフ・ウィーラーの後衛隊を押し戻して橋を確保した。北軍の追撃は激しい小競り合いのあとでハンナ・クリークで止められた。シャーマンはゴールズバラで部隊を再結集し、ローリーの方向にジョンストン軍を追った。

## 戦いの後
シャーマンのカロライナ方面作戦は50日の間に425マイル (684 km)を踏破し、ジョージア州を抜けた海への進軍に似ていたが、体力的には大変だった。しかし、対抗する南軍はかなり勢力を減らしており、士気も落ちていた。4月半ばにゴールズバラでジョセフ・ジョンストンがジェファーソン・デイヴィス大統領に合ったとき、次のように語った。
4月18日、エイブラハム・リンカーン大統領の暗殺から3日後、ジョンストンはノースカロライナ州ダーラム駅近くの農家、ベネット・プレイスでシャーマンとの休戦協定に調印した。シャーマンはグラント将軍や北部政府の承認無しで、ジョンストンに軍事的なことだけでなく政治的なことも含めた降伏条件を提示していたので、政治的な苦境に陥った。この問題による混乱は4月26日まで続き、ジョンストンが軍事的条件のみを飲んで、その軍隊と両カロライナ州、ジョージア州およびフロリダ州の全南軍の降伏に正式に同意した。この月の中で2つめの意味ある降伏だった。4月9日には、ロバート・E・リー将軍がアポマトックス・コートハウスで北バージニア軍とともに降伏していた。ミシシッピ川地域にはまだ夏まで小さな戦力が残っていたものの、実質的に南軍の終焉だった。